# Gammaltjärnen
Gammaltjärnen är en sjö i Bergs kommun i Härjedalen och ingår i Ljungans huvudavrinningsområde. Sjön har en area på 0,0563 kvadratkilometer och ligger 593,4 meter över havet.

## Delavrinningsområde
Gammaltjärnen ingår i det delavrinningsområde (697669-136497) som SMHI kallar för Mynnar i Storån. Medelhöjden är 689 meter över havet och ytan är 17,52 kvadratkilometer. Det finns inga avrinningsområden uppströms utan avrinningsområdet är högsta punkten. Vattendraget som avvattnar avrinningsområdet har biflödesordning 3, vilket innebär att vattnet flödar genom totalt 3 vattendrag innan det når havet efter 319 kilometer. Avrinningsområdet består mestadels av skog (67 procent) och sankmarker (30 procent). Avrinningsområdet har 0,1 kvadratkilometer vattenytor vilket ger det en sjöprocent på 0,5 procent.